# اویتا (فیلم)
اویتا (به انگلیسی: Evita) نام فیلم درام موزیکالی است که در سال ۱۹۹۶ به کارگردانی آلن پارکر ساخته شد. این فیلم موفق شد در ۵ رشتهٔ بهترین کارگردانی هنری، بهترین فیلم‌برداری، بهترین ترانه، بهترین تدوین و بهترین صدابرداری نامزد جایزه اسکار شود. از این میان فقط توانست جایزه اسکار بهترین ترانه را از آنِ خود کند.

## خلاصهٔ داستان
اویتا داستانِ زندگیِ اوا پرون را روایت می‌کند: از کودکی‌اش در خانواده‌ای فقیر تا تبدیل شدنش به بانوی اول کشور آرژانتین و بیماری و مرگِ زودهنگامش.